# انجمن (فیلم ۲۰۱۳)
انجمن یک تله‌فیلم پاکستانی درام عاشقانه به کارگردانی یاسر نواز. این فیلم بازسازی با همین نام منتشر شده در سال ۱۹۷۰ است. ستارگان فیلم عمران عباس نقوی، سارا لورن، علی خان و سهی علی هستند.